# Miraguaí
Miraguaí is een gemeente in de Braziliaanse deelstaat Rio Grande do Sul. De gemeente telt 4.986 inwoners (schatting 2009).